# Geneta de Villiers
La geneta de Villiers (Genetta thierryi), també coneguda com a geneta de Thierry, és un mamífer carnívor, relacionat amb els linsangs i les civetes. Viu a les sabanes d'Àfrica, des del Senegal fins al sud el llac Txad. La llargada del cos pot variar de 40 a 46 cm i el pes varia de 0,8 a 1,6 quilos. El pelatge és de color gris clar i presenta taques fosques. La cua és llarga, fa al voltant de 40 centímetres, i té entre 7 i 9 anells amb l'extrem fosc.